# 소년회
소년회(少年會)는 1919년 봄에 서울·안변(安邊)·광주(光州)·진주(晋州) 등지에서 조직된 소년운동단체이다. 특히 진주소년회의 강민진(姜敏鎭) 등은 만세운동까지 일으켰고, 16·17세의 소년 다수가 검거·투옥되기도 하였다.